# Upper Elochoman (Washington)
Upper Elochoman es un lugar designado por el censo ubicado en el condado de Wahkiakum en el estado estadounidense de Washington. En el año 2010 tenía una población de 193 habitantes.

## Geografía
Upper Elochoman se encuentra ubicado en las coordenadas 46°14′25″N 123°19′28″O / 46.24028, -123.32444.